# Rémora des baleines
Remora australis
Espèce
Statut de conservation UICN

 LC  : Préoccupation mineure
Le Rémora des baleines (Remora australis) est une espèce de poissons pilotes de la famille des Echeneidae.
Ce poisson-ventouse vit dans les océans tropicaux de la planète jusqu'à 50 m de profondeur.
Il mesure au maximum 76 cm de longueur et sa taille commune est de 40 cm. 
Il est commensal des mammifères marins tels les baleines et les dauphins et il se nourrit des fèces et régurgitations de ses hôtes.

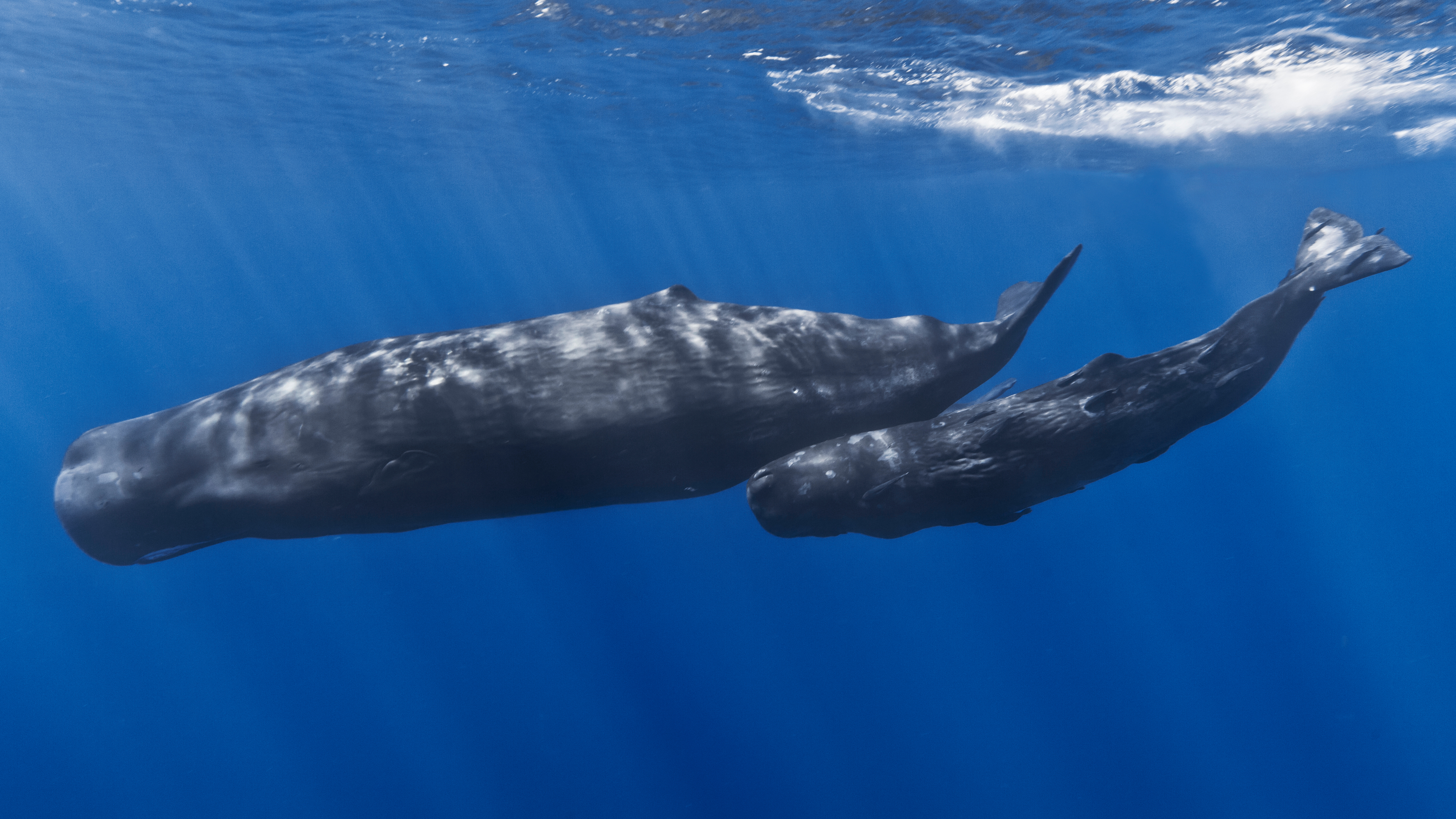
Un grand cachalot mère et son petit. Sur le petit cachalot sont fixés des remora australis..